# Grande Riviere
Grande Riviere est un village côtier au nord de Trinité, entre Toco et Matelot.  La zone fut à l'origine peuplée par des immigrants du Venezuela et de Tobago qui cultivaient du cacao et pratiquaient une agriculture vivrière.  Après qu'une chute des prix du cacao dans les années 1920 et des problèmes grandissants de nuisibles causèrent la disparition de l'industrie du cacao, Grande Riviere déclina jusqu'à l'avènement de l'écotourisme.  Entre 1931 et 2000 la population de Grande Riviere passa de 718 à 334 habitants.
Grande Riviere est l'un des villages les plus isolés de Trinité-et-Tobago. Il se trouve à 60 kilomètres de Sangre Grande et à 100 km de la capitale Port-d'Espagne. On y accède par une seule route pavé qui part de Toco à l'ouest, et est séparé du reste de l'île par les collines de la cordillère Septentrionale.

## Histoire
Grande Riviere fut à l'origine peuplée par des immigrés vénézuéliens dans les années 1860. Ils plantèrent du cacao dans le but de le vendre, ainsi que des plantes vivrières. Ils furent rejoints par des immigrés de Tobago à 35 kilomètres au nord-est. C'était alors le début du boom du cacao à Trinité, qui dura de 1866 à 1920.  La vie économique était dominée par le domaine de Grande Riviere, une plantation de cacao de 2.6km² qui était le principal employeur de la région. En plus d'être travailleurs salariés sur le domaine, les villageois faisaient également pousser du cacao sur des petits terrains, qui était alors vendu au domaine ou à des acheteurs étrangers.
Le marché international du cacao souffrit de la perturbation du transport de marchandises amené par la Première Guerre mondiale, mais rebondit après la fin de la guerre. Une production surabondante mena à un krasch en 1921, qui empira avec la Grande Dépression, ainsi qu'une épidémie de la maladie du balai de sorcière. La production de cacao diminua peu à peu, à cause également du prix plus élevé payé pour le sucre (l'autre culture dominante de Trinité-et-Tobago), et l'essor de l'industrie pétrolière. Grande Riviere déclina en même temps que l'industrie du cacao. La population du village passa de 718 habitants en 1931 à 550 en 1946. La loge maçonnique et le commissariat de police furent relocalisés hors du village, la cour des magistrats cessa ses visites au village, et le domaine de Grande Riviere fut vendu. Le nouveau propriétaire fit des coupes dans les effectifs tout en conservant la même production de cacao.
Le déclin se poursuivit pendant le reste du XXe siècle. L'économie était principalement dominée par le secteur de l'agriculture (on cultivait le cacao et les bananes pour l'export), la pêche artisanale, la construction de routes et la maintenance pour le gouvernement. L'agriculture vivrière, la chasse et la capture des tortues luth lorsqu'elles faisaient leur nid, contribuaient aussi à élever le niveau de vie.

## Écotourisme

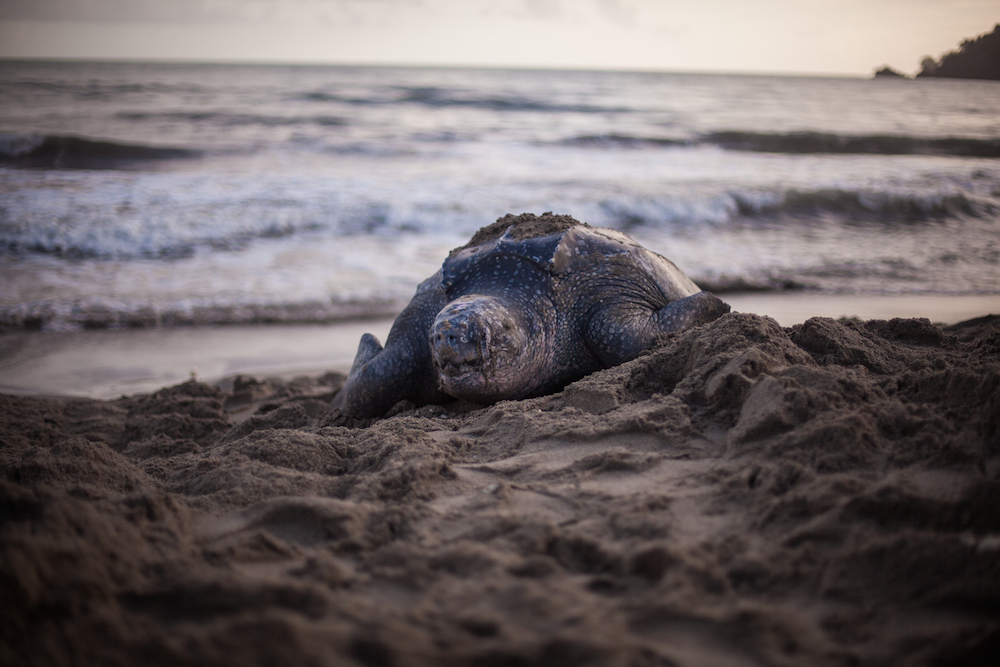
Une tortue luth faisait son nid sur une plage de Grande Riviere.

En 1992, après le succès de Nature Seekers à Matura, le Fonds Environnemental de Grande Riviere (Grande Riviere Environmental Awareness Trust, ou GREAT) fut créé dans le but de protéger les tortues luth qui faisaient leur nid sur les plages de Grande Riviere.  L'année suivante le photographe italien Piero Guerrini loua l'ancien bureau central de la plantation de cacao et le convertit en un hôtel en bord de mer à 12 chambres, Mt. Plasir.  L'hôtel rencontra un grand succès, et trois autres hôtels furent créés - Le Grande Almandier, un hôtel à 10 chambres, McEachnie’s Haven, un hôtel à 6 chambres, et Acajou, un hôtel-boutique écologique à 7 chambres. Les villageois commencèrent également à louer des chambres aux visiteurs.
GREAT commença à former des guides touristiques, mais un schisme vit la création de l'Association des Guides de Tourisme Naturel de Grande Riviere (Grande Riviere Nature Tour Guides Association, ou GRNTGA), qui se consacre plus précisément aux guides touristiques, alors que le reste de GREAT se consacre à la protection des bébés tortues. En plus des tortues de mer, se développe un certain intérêt pour le tourisme naturel en général, incluant par exemple le pawi (Pénélope siffleuse), la seule espèce d'oiseau endémique de Trinité, qui est en danger de disparition.